# Wörwag Pharma
Wörwag Pharma este o companie farmaceutică independentă, de familie, de categorie mijlocie,  condusă de familia Wörwag, cu sediul în Böblingen. Fondată în 1971 de către farmacistul Fritz Wörwag, compania deține medicamente eliberate cu sau fără prescripție medicală, precum și suplimente alimentare. Wörwag Pharma este specializată în așa-numiții biofactori, printre care se numără, de exemplu, vitaminele, mineralele și oligoelementele.

## Istoric

### Înființarea companiei
În 1965 se înființa farmacia municipală din Stuttgart, în districtul Zuffenhausen. La începutul anilor 1970, proprietarul, Fritz Wörwag, a început să producă și să comercializeze propriile produse farmaceutice. Astfel, in anul 1971 s-au pus bazele înființării companiei farmaceutice Wörwag Pharma. Magnerot Classic (orotatul de magneziu) și Milgamma (benfotiamina) sunt printre cele mai cunoscute produse apărute în primul an de la înființare. Pentru a grăbi dezvoltarea acestei afaceri de familie, în 1977 compania și-a schimbat forma juridică, devenind o societate pe acțiuni.

### Expansiunea internațională
Wörwag Pharma s-a dezvoltat, specializându-se în vitamine și oligoelemente. A devenit, totodată, un nume și în domeniul medicamentelor generice. În planul de extindere internațională, prima subsidiară deschisă în afara Germaniei a fost cea din Ungaria, în 1993, urmată de alte subsidiare în Europa de Est, Rusia și Asia Centrală. De atunci, Wörwag Pharma este prezentă și în Asia și America de Sud, de exemplu în Vietnam și Peru.

### Schimbul de generații
În 1996, Wörwag Pharma își mută sediul din Stuttgart în Böblingen. În 2001, cei doi copii, Marcus Wörwag și Monika Wörwag, preiau conducerea de la tatăl lor. Aceștia au continuat expansiunea Wörwag Pharma, concentrându-se în principal pe biofactori. Afacerea cu produse generice s-a desprins în 2015 în filiala independentă AAA-Pharma. În ianuarie 2019, Marcus Wörwag se alătură consiliului consultativ în cadrul căruia trasează direcția strategică a Grupului Wörwag.

## Produse
Wörwag Pharma oferă medicamente pentru prevenirea și tratarea comorbidităților și complicațiilor diabetice, nevralgiilor și durerilor, precum și pentru menținerea sănătății mintale. Întreaga gamă de produse a companiei cuprinde, doar în Germania, 26 de mărci de biofactori. Magnerot și Milgamma continuă să rămână două mărci puternice din gama de produse Wörwag Pharma.

## Structură

### Formă juridică Wörwag Pharma România
Compania Wörwag Pharma GmbH & Co. KG își deschide reprezentanța în România în anul 1998. În septembrie 2017, se înființează societatea comercială Wörwag Pharma România SRL, înregistrată la registrul Comerțului cu nr. J12/5708/2017.

### Conducerea companiei
Începând din ianuarie 2019, conducerea Wörwag Pharma la nivel global este asigurată de către Monika Wörwag și de directorul general, Gerhard Mayer. Ambii sunt reprezentanți legali ai Wörwag Pharma GmbH & Co. KG și, totodată, administratori ai companiei.
Din ianuarie 1998, Norina Alinta Gâvan este șeful reprezentantei Wörwag Pharma GmbH & Co. KG, în România, iar începând cu luna octombrie 2017, preia poziția de administrator și director general (CEO) al societății comerciale Wörwag Pharma România SRL.

## Locații
Wörwag Pharma GmbH & Co. KG construiește în prezent o nouă clădire de birouri, care să corespundă cerințelor de dezvoltare ale companiei, în zona aerodromului, într-un parc de afaceri de înaltă calitate, la scurtă distanță de stația de tren Böblingen și de autostradă. Mutarea este planificată pentru anul 2021.
Pe lângă sediul central din Böblingen, există momentan 19 birouri teritoriale în Almaty, Baku, Belgrad, Bratislava, Budapesta, Chișinău, Cluj-Napoca, Ho-Chi-Minh, Hong Kong, Kiev, Lima, Ljubljana, Minsk, Moscova, Peking, Riga, Sofia, Tașkent, Tbilisi și Varșovia. Aceste birouri coordonează afacerile din aproximativ 35 de țări.
În România, sediul central se află în Cluj-Napoca, județul Cluj, strada Gării nr. 21, în cadrul Liberty Technology Park.

## Link-uri web
- Site oficial al Wörwag Pharma